# يولين أغيريزابالا
يولين أغيريزابالا ازكيتا (بالإسبانية: Julen Agirrezabala Astúlez) هو حارس مرمى كرة قدم إسباني يلعب مع أتليتيك بيلباو. وُلد في 26 ديسمبر 2000 في سان سيباستيان، غيبوثكوا، إقليم الباسك، انضم إلى فريق شباب أتليتيك بيلباو في عام 2018 قادماً من نادي أنتيغوا.

## روابط خارجية
- يولين أغيريزابالا على موقع إي إس بي إن إف سي (الإنجليزية)
- يولين أغيريزابالا على موقع قاعدة بيانات كرة القدم.إي يو (الإنجليزية)
- يولين أغيريزابالا على موقع ليكيب (الفرنسية)
- يولين أغيريزابالا على موقع Soccerway.com (الإنجليزية)
- يولين أغيريزابالا على موقع عالم كرة القدم.نت (الإنجليزية)